# Clara Wæver

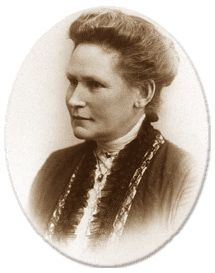
Clara Wæver

Clara Marie Wæver (* 7. April 1855 in Stubbekøbing; † 18. August 1930 in Hellerup) war eine dänische Textilkünstlerin und Geschäftsfrau. Sie eröffnete 1890 in Kopenhagen ein Stickereigeschäft, welches den Ruf eines Qualitätsunternehmens hatte. Wæver bot auch Stickkurse und Lehrstellen für junge Frauen an.

## Leben und Werk

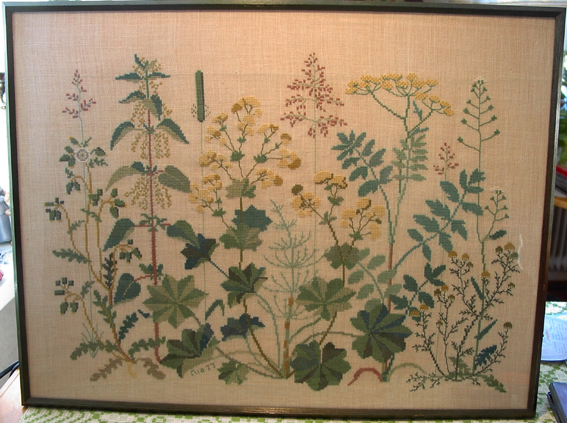
Stickbild im Kreuzstich Blumen am Wegesrand, nach einer Vorlage von Clara Wæver

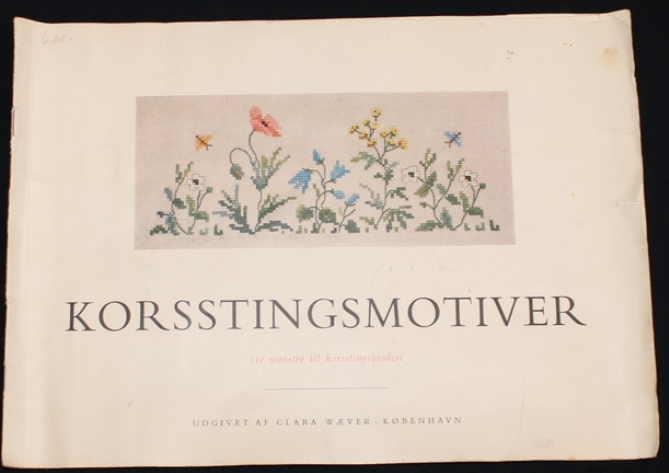
Vorderseite eines Satzes von Kreuzstichmustern der Stickerin Clara Wæver

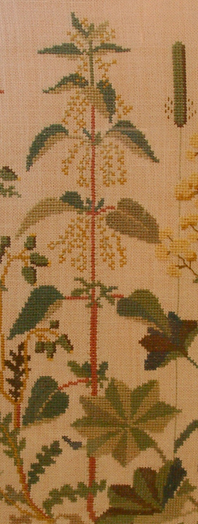
Brennnessel in Kreuzstich, Detail aus dem Stickbild Blumen am Wegesrand nach einer Vorlage von Clara Wæver

Wæver war das älteste von sieben Kindern des Kapitän Chr. Pedersen Wæver und von Hanne Fester. Der Nachname Wæver stammte von ihrem Urgroßvater, der Weber war. Ihr Vater hatte sein Schiff Marie Augusta nach seinen Töchtern Clara Marie und Augusta benannt. 1875 zog sie mit ihren Eltern nach Kopenhagen, wo sie eine Ausbildung zur Handarbeitslehrerin absolvierte. Sie unterrichtete an Betzy Jacobsens Mädchenschule in der Vesterbrogade und war in SB Wiegands Stickereigeschäft, ebenfalls in der Vesterbrogade, angestellt.
Am 2. Dezember 1890 erhielt sie eine Einzelhandelslizenz und eröffnete am selben Tag zusammen mit ihrer 11 Jahre jüngeren Schwester Augusta ein Stickereigeschäft in der Vesterbrogade. Ihre Schwester war für die Geschäftsführung zuständig, während sie unterrichtete. Das Unternehmen beschäftigte eine Reihe von Frauen, die zu Hause auf Bestellung nähten.
Ende des 19. Jahrhunderts gab es in Kopenhagen eine Reihe von Handarbeitsgeschäften, von denen die meisten keine Qualitätsware verkauften und nur wenig Wert auf die künstlerische Gestaltung der Muster legten. Vor der Heirat musste sich jedes junge Mädchen eine Ausstattung für Küche und Schlafzimmer in Form von Wäsche anschaffen, die mit Namen bestickt wurden, ebenso wie Hemden, Unterröcke und Taschentücher mit bestickten Rändern versehen wurden. Bei Wæver konnten junge Frauen das Nähen und Sticken lernen oder Eltern eine komplette Aussteuer für ihre heiratsfähige Tochter bestellen.
In dem Geschäft wurden alle Sticktechniken verkauft, aber das Geschäft zeichnete sich vor allem durch Kreuzstich auf Stretchstoff, Weißsticktechniken und Kunststickerei aus. Mit Kreuzstich und kunstvollen Stickereien in Wolle und Seide führte Wæver die Tradition des Unternehmens von Kristiane Konstantin-Hansen und Johanne Bindesbøll fort, deren Stickereien insbesondere von den Mustern und Farben der Antike inspiriert waren. Als sie 1903 das Geschäft von Konstantin-Hansen und Bindesbøll übernahm, kaufte Wæver eine große Anzahl Zeichnungen und Modelle, die dann Teil ihrer Sammlung wurden. Der Maler Kristian Møhl wurde um 1900 zum modernen Innovator der Stickerei und Weberei und war besonders mit dem Geschäft von Wæver verbunden. Die antike Inspiration wurde durch Møhls Stickereien mit Naturmotiven ersetzt und die Farbpalette wechselte von leuchtenden Farben zu gedämpften und nuancierten Tönen. Diese neuen Muster wurden auf zahllosen Ausstellungen gelobt und auch die Weberin Mette Westergaard wurde zu einer ihrer bedeutenden Interpretinnen.
Die traditionelle Heidestickerei aus der Region Ostseeland wurde im Geschäft von Wæver, die vor der Jahrhundertwende die bedeutendste Interpretin dieser Weißsticktechniken war, nachgenäht und in großer Anzahl verkauft. Sie ließ mehrere Künstler und insbesondere den Architekten Knud V. Engelhardt Muster im Geschmack der Zeit zeichnen, unter anderem für Tischdecken. Er verfügte über die besondere Fähigkeit, die Muster dreidimensional wirken zu lassen, was besondere sticktechnische Fachkenntnisse erforderte.
Die Textilkünstlerin Margrete Drejer zeichnete auch Heidemuster für Wæver und unterrichtete in dem Geschäft. 1918 veröffentlichte Wæver drei Bücher mit Heidemustern, für die die Museumsassistentin Elna Mygdal das Vorwort schrieb. Mygdal hatte unter anderem zusammen mit Sophy A. Christensen von der Dänischen Schule für Design und Kunst für Frauen und den Architekten Martin Nyrop und Anton Rosen die Gesellschaft Hedebosyningens Fremme gegründet, deren Ziel die Förderung neuer, von Künstlern gezeichneter Muster war.
Wæver stellte Koffer mit Modellen zusammen, unter anderem für die Stickausbildung junger Mädchen an Hochschulen. Viele Kirchen wurden mit Altartüchern und Teppichen aus ihrem Geschäft mit Stickereien geschmückt. 1903 zog das Unternehmen in ein neu errichtetes Gebäude in der Vesterbrogade um. Die Schwestern bekamen eine Wohnung im ersten Stock, und auch ihre Eltern zogen hier ein, zusammen mit ihrer Nichte Agnete, die Clara Wævers Pflegetochter wurde.
Während des Ersten Weltkrieges war die Beschaffung guter Materialien insbesondere aus Deutschland und Belgien erschwert. 1917 verkaufte Wæver das Geschäft an N.C. Dyrlund, der ihre Modelle bereits seit mehreren Jahren in seinem Geschäft in Aarhus verkauft hatte.
Wæver starb 1930 im Alter von 75 Jahren in Hellerup und wurde auf dem Vestre Kirkegård in Kopenhagen begraben. 
2003 wurden die Entwürfe von Clara Wæver und Eva Rosenstand von der dänischen Firma Permin aus Kopenhagen übernommen, die dieses dänische Kulturerbe weiterhin pflegt und weiterführt.